# 袁鳴泰
袁鳴泰（1588年—？年），字六階，號鳳南，廣西平樂府平樂縣籍，直隸合肥縣人，明朝政治人物。

## 生平
癸卯廣西鄉試第十七名舉人，萬曆三十八年（1610年）庚戌科會試四十八名，第三甲第一百九十八名進士。通政司觀政，授浙江青田縣知縣，萬曆四十年（1612年）丁憂去職。萬曆四十三年（1615年），補福建浦城縣知縣。

## 家族
曾祖袁廷稷，壽官；祖袁邦相，登仕佐郎；父袁文修，湖廣耒陽知縣；母彭氏。具慶下。兄鳴謙（廩生）；光祚（廩生），弟鳴乾（百戶）；鳴時；鳴甲；鳴岐；鳴豫；鳴珂。子袁啓良；袁啓泌。

## 著作
輯《臥雪齋選》四卷。